# Пећинско језеро
Пећинско језеро је тип крашког језера које се формира у унутрашњости краса, тј. у пећинским каналима и басенима. Најчешће се јављају у доњем нивоу пећине, где има воде. Малих су површина до десетак квадратних метара, а могу бити и значајно дубока (неколико метара). Међу познатијим језерима овог типа спада Велико језеро у пећини Вјетреници у Херцеговини. У свету су бројна и туристички веома значајна.